# Thomas Curtis
Thomas Pelham Curtis (San Francisco, 9 gennaio 1873 – Nahant, 23 maggio 1944) è stato un ostacolista e velocista statunitense, campione olimpico dei 110 metri ostacoli ad Atene 1896.

## Biografia
Studente di ingegneria elettrica del Massachusetts Institute of Technology (viene ricordato come uno degli sviluppatori del tostapane), partecipò ai Giochi della I Olimpiade come membro della Boston Athletic Association.

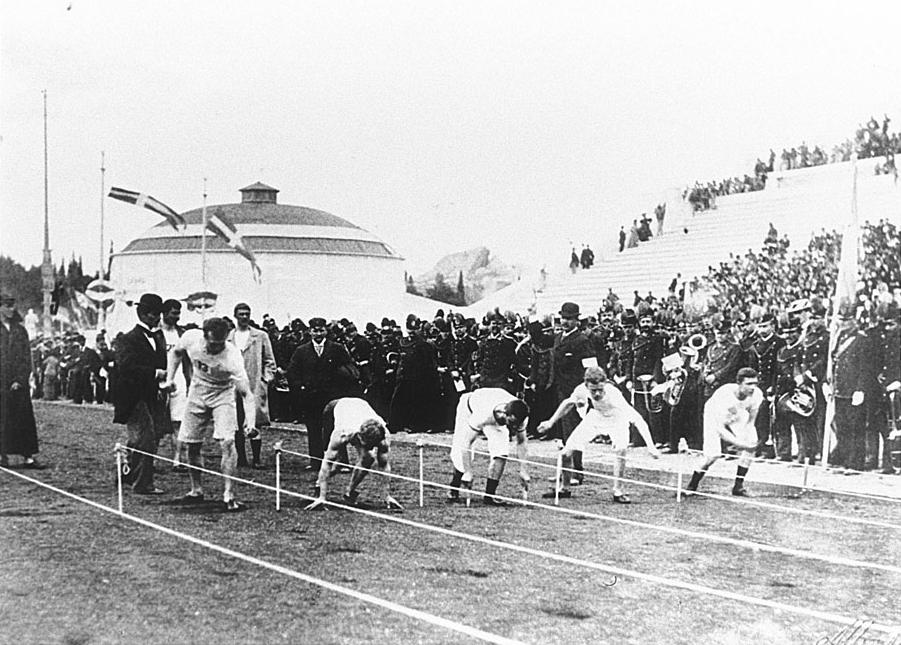
Partenza della seconda batteria dei 100 m; in 4ª corsia Thomas Curtis

Curtis viene ricordato per la sua partenza a testa bassa presente in una foto dell'epoca. In questa curiosa linea di partenza, dove ogni atleta assume una posizione diversa, si nota un atleta nella posizione che oggi è universalmente adottata, considerata una delle prime innovazioni olimpiche. Si è sempre pensato che fosse Tom Burke, cioè il vincitore dei 100 metri piani e che pure la usò, in realtà era Curtis.
Infatti Curtis era di capigliatura chiara con una fila centrale a dividere i capelli, mentre Burke era scuro di capelli. Inoltre Curtis indossava la tenuta della Boston Athletic Association, consistente in una maglietta bianca con scudo crociato sul petto, sormontato da una piccola bandiera americana, cucita per l'occasione, e con indosso pantaloncini tipo bermuda, neri, mentre gli studenti di Princeton portavano dei bermuda bianchi.
Contrariamente a quanto è stato scritto per anni, Tom Burke non fu il primo velocista ad adottare la partenza rannicchiata ai Giochi olimpici; infatti in quella circostanza tutti e tre gli statunitensi adottarono l'innovativo sistema di partenza messo a punto dall'allenatore Mike Murphy, che era stato sperimentato fin dal 1888 dal connazionale Charles Sherrill.
Ad ogni modo Burke arrivò primo nella sua batteria e si qualificò per la finale, a cui invece Curtis non partecipò per risparmiarsi per i 110 metri ostacoli. Quindi la foto ritrae la sua batteria e non la finale dei 100 metri. In questa gara, ci fu una lotta a due tra Curtis e il britannico Grantley Goulding in quanto i migliori specialisti, Frantz Reichel e Bill Hoyt non parteciparono. Curtis vinse con un buon vantaggio su Goulding.
Al suo ritorno da Atene Curtis, amante della fotografia, portò a casa molte immagini. Successivamente divenne direttore della Lord Electric Company e scrisse delle memorie umoristiche, raccolte nel libro High Hurdles and White Gloves (Ostacoli alti e guanti bianchi, 1932).
Curtis prese parte anche alla prima guerra mondiale come capitano della Guardia Nazionale del Massachusetts.

## Palmarès
| Anno | Manifestazione  | Sede  | Evento      | Risultato | Prestazione | Note            |
| ---- | --------------- | ----- | ----------- | --------- | ----------- | --------------- |
| 1896 | Giochi olimpici | Atene | 100 m piani | Finale    | dns         |                 |
| 1896 | Giochi olimpici | Atene | 110 m hs    | Oro       | 17"6        | Record olimpico |